# Dune di Donada e Contarina
Dune di Donada e Contarina este o arie protejată (arie specială de conservare — SAC, sit de importanță comunitară — SCI) din Italia întinsă pe o suprafață de 105 ha, integral pe uscat.

## Localizare
Centrul sitului Dune di Donada e Contarina este situat la coordonatele 45°02′28″N 12°13′24″E / 45.041111°N 12.223333°E.

## Înființare
Situl Dune di Donada e Contarina a fost declarat sit de importanță comunitară în septembrie 1995 pentru a proteja un număr necunoscut de specii din flora spontană și fauna sălbatică aflate în arealul zonei. Situl a fost protejat și ca arie specială de conservare în iulie 2018.

## Biodiversitate
Situată în ecoregiunea continentală, aria protejată conține 3 habitate naturale: Dune împădurite cu Pinus pinea și/sau Pinus pinaster, Dune cu vegetație ierboasă Malcolmietalia, Dune de coastă fixe cu vegetație erbacee („dune gri”).
La baza desemnării sitului se află un număr nedeclarat de specii protejate:
Pe lângă speciile protejate, pe teritoriul sitului au mai fost identificate 8 specii de plante.